# يون روي ياكوبسين
يون روي ياكوبسين (بالإنجليزية: Jón Rói Jacobsen)‏ (مواليد 7 أبريل 1983 في جزر فارو) لاعب كرة قدم فاروي دولي يجيد اللعب في خط الدفاع . لعب لصالح نادي فريم الدنماركي بين 2008 و2009.

## روابط خارجية
- يون روي ياكوبسين على موقع قاعدة بيانات كرة القدم.إي يو (الإنجليزية)
- يون روي ياكوبسين على موقع ناشيونال فوتبول تيمز (الإنجليزية)
- يون روي ياكوبسين على موقع عالم كرة القدم.نت (الإنجليزية)